# والتر زرماتن
والتر زرماتن (انگلیسی: Walter Zermatten؛ زادهٔ ۱۴ اکتبر ۱۹۷۱) بازیکن فوتبال اهل آرژانتین است.
از باشگاه‌هایی که در آن بازی کرده‌است می‌توان به باشگاه فوتبال بانفیلد، باشگاه فوتبال دینامو تیرانا، باشگاه فوتبال کرتارو، و باشگاه فوتبال آرژانتینوس جونیورز اشاره کرد.